# Albert Grundei
Albert Grundei (Lebensdaten unbekannt) war ein deutscher Politiker (LDP/DP). Er war der erste LDP-Landesvorsitzender in Brandenburg.

## Leben
Grundei gehörte 1945 zu den Mitbegründern der LDP in der Provinz Brandenburg. Ab Juli 1945 war er Mitglied des Hauptausschusses und ab Februar 1946 Mitglied des Zentralausschusses der LDP. Als sich der Landesverband der LDP in Brandenburg am 6. Dezember 1945 in Potsdam konstituierte, wurde Grundei zum ersten Vorsitzenden des LDP-Landesverbandes gewählt. Im März 1946 wurde er bestätigt. Gemeinsam mit dem Geschäftsführer Karl Friedrich Weise wurde er jedoch im Juni 1946 durch Eingreifen des LDP-Parteivorstandes suspendiert. Es hatte sich herausgestellt, dass Grundei falsche Angaben auf seinen persönlichen Fragebogen gemacht hatte: So war er „in der Nazizeit nicht wegen antifaschistischer Betätigung, sondern auf Grund von Schiebergeschäften und Unterschlagungen verhaftet worden“.
Als der Landesverbandes der Deutschen Partei (DP) in Berlin (West) im Sommer 1950 die Lizenz erhielt, wurde Grundei von der DP-Parteileitung in Hannover zum Dritten Vorsitzenden der DP Berlins bestellt.